# Johan Bernhard Hjort
Johan Bernhard Hjort (født 25. februar 1895, død 24. februar 1969) var en norsk højesteretsadvokat og politiker. 
Han var medgrundlægger af det norske fascistiske parti Nasjonal Samling og næstformand 1933-37, hvor han brød med Vidkun Quisling. I 1941 blev han arresteret af Gestapo og sendt til Tyskland i 1942. Her blev han civilinterneret sammen med sin familie og Didrik Arup Seip under ret frie forhold, der gjorde det muligt for dem at gennemføre et stort humanitært arbejde med at redde skandinaviske fanger fra koncentrationslejre. Det var familiens navnelister, der var grundlaget for aktionerne med de hvide busser i foråret 1945. Især Hjorts datter Wanda var aktiv i aktionerne.
Efter anden verdenskrig genoptog Hjort sin advokatvirksomhed, og han blev blandt andet kendt som forsvarer for homoseksuelles rettigheder samt for kontroversielle kunstneres udtryksfrihed i blandt andet Agnar Mykle-sagen.